# Amalia di Solms-Braunfels
Amalia di Solms-Braunfels (Braunfels, 31 agosto 1602 – L'Aia, 8 settembre 1675) fu per nascita una contessa di Solms-Braunfels, figlia di Giovanni Alberto I di Solms-Braunfels e di Agnese di Sayn-Wittgenstein; fu la moglie di Federico Enrico, principe d'Orange.

## Biografia

### Infanzia
Amalia trascorse la sua infanzia nel castello dei genitori, presso Braunfels; essa entrò a far parte del seguito di Elisabetta Stuart, moglie dell'elettore Federico V del Palatinato, il Re d'inverno di Boemia. Dopo che le forze imperiali sconfissero Federico V, essa fuggì assieme alla regina incinta verso Occidente, benché nessuno offrisse loro ospitalità a causa del divieto emanato dall'Imperatore; Elisabetta, durante la fuga, entrò in travaglio ed Amalia le fu accanto, aiutandola nel parto del figlio Maurizio (1620-1652).
Il termine del loro viaggio fu L'Aia, dove lo stadtholder Maurizio di Nassau diede loro asilo; la coppia reale in esilio frequentava spesso la corte e fu così che il fratello minore di Maurizio, il principe Federico Enrico, si innamorò di Amalia. Essa si rifiutò di divenirne l'amante e pretese il matrimonio.
Alla sua morte, Maurizio di Nassau fece promettere al fratellastro Federico Enrico di sposarsi; il 4 aprile 1625 egli sposò quindi Amalia di Solms-Braunfels.

### Moglie dellostadtholder
Dopo la morte del fratellastro Maurizio, Federico Enrico divenne stadtholder della Repubblica delle Sette Province Unite e la sua influenza politica crebbe notevolmente, così come quella di Amalia. Essa ed il marito riuscirono a migliorare la vita a corte e avviarono la costruzione di numerosi palazzi, tra cui quello di Huis ten Bosch. Amalia fu la promotrice di numerosi matrimoni reali, tra cui quello del figlio Guglielmo II con Maria Enrichetta, principessa reale d'Inghilterra e Scozia (figlia di re Carlo I d'Inghilterra), e delle figlie con numerosi principi tedeschi. Dopo la morte del figlio Guglielmo II essa divenne la principale tutrice del nipote Guglielmo III, che divenne re d'Inghilterra.
Nel 1649 re Filippo IV di Spagna le donò l'area attorno a Turnhout.

## Matrimonio e figli

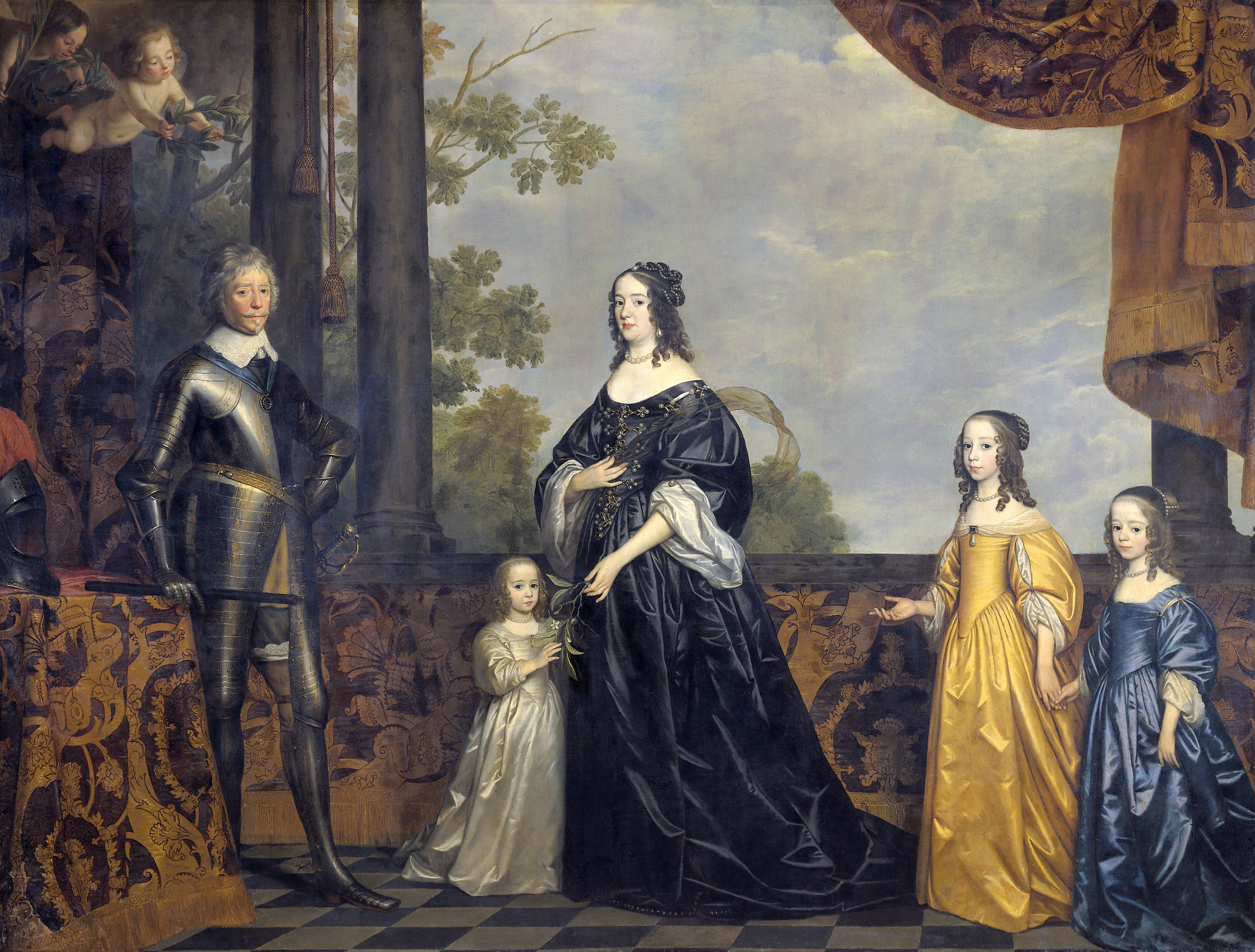
Gerard van Honthorst, Federico Enrico, principe d'Orange, con sua moglie Amalia van Solms e le loro tre figlie più giovani Albertina Agnese, Enrichetta Caterina e Maria, olio su tela, ca. 1647.

Dal loro matrimonio nacquero nove figli, di cui solo cinque raggiunsero l'età adulta:
- Guglielmo II (1626-1650), successore del padre nella carica di stadtholder; sposò Maria Enrichetta Stuart, Principessa Reale;
- Luisa Enrichetta (1627-1667), sposò Federico Guglielmo I, elettore di Brandenburgo;
- Enrichetta Amalia (1628);
- Elisabetta (1630);
- Isabella Carlotta (1632-1642);
- Albertina Agnese (1634-1696), sposò Guglielmo Federico, conte di Nassau-Dietz;
- Enrichetta Caterina (1637-1708), sposò Giovanni Giorgio II, principe di Anhalt-Dessau;
- Enrico Luigi (1639);
- Maria (1642-1688), sposò il principe Luigi Enrico del Palatinato-Simmern, figlio di Luigi Filippo del Palatinato-Simmern-Kaiserslautern.

## Antenati
|                                       |                                  |                                  | Genitori                        |  |  | Nonni |  |  | Bisnonni                   |  |  | Trisnonni                       |  |
|                                       |                                  |                                  |                                 |  |  |       |  |  | Filippo di Solms-Braunfels |  |  | Bernardo III di Solms-Braunfels |  |
|                                       |                                  |                                  |                                 |  |  |       |  |  | Filippo di Solms-Braunfels |  |  | Bernardo III di Solms-Braunfels |  |
|                                       |                                  | Margherita di Henneberg          |                                 |  |  |       |  |  | Filippo di Solms-Braunfels |  |  |                                 |  |
| Corrado di Solms-Braunfels            |                                  |                                  |                                 |  |  |       |  |  | Filippo di Solms-Braunfels |  |  |                                 |  |
|                                       |                                  | Anna di Tecklenburg              | Otto VIII di Tecklenburg        |  |  |       |  |  |                            |  |  |                                 |  |
|                                       |                                  | Anna di Tecklenburg              | Otto VIII di Tecklenburg        |  |  |       |  |  |                            |  |  |                                 |  |
|                                       |                                  | Anna di Tecklenburg              | Irmingarda di Rietberg          |  |  |       |  |  |                            |  |  |                                 |  |
| Giovanni Alberto I di Solms-Braunfels |                                  | Anna di Tecklenburg              |                                 |  |  |       |  |  |                            |  |  |                                 |  |
|                                       |                                  | Guglielmo I di Nassau-Dillenburg | Giovanni V di Nassau-Dillenburg |  |  |       |  |  |                            |  |  |                                 |  |
|                                       |                                  | Guglielmo I di Nassau-Dillenburg | Giovanni V di Nassau-Dillenburg |  |  |       |  |  |                            |  |  |                                 |  |
|                                       |                                  | Guglielmo I di Nassau-Dillenburg | Elisabetta d'Assia              |  |  |       |  |  |                            |  |  |                                 |  |
| Elisabetta di Nassau-Dillenburg       |                                  | Guglielmo I di Nassau-Dillenburg |                                 |  |  |       |  |  |                            |  |  |                                 |  |
|                                       |                                  | Giuliana di Stolberg-Wernigerode | Botho III di Stolberg           |  |  |       |  |  |                            |  |  |                                 |  |
|                                       |                                  | Giuliana di Stolberg-Wernigerode | Botho III di Stolberg           |  |  |       |  |  |                            |  |  |                                 |  |
|                                       |                                  | Giuliana di Stolberg-Wernigerode | Anna di Eppstein-Königstein     |  |  |       |  |  |                            |  |  |                                 |  |
| Amalia di Solms-Braunfels             |                                  | Giuliana di Stolberg-Wernigerode |                                 |  |  |       |  |  |                            |  |  |                                 |  |
|                                       | Guglielmo I di Sayn-Wittgenstein | Eberardo di Sayn-Wittgenstein    |                                 |  |  |       |  |  |                            |  |  |                                 |  |
|                                       | Guglielmo I di Sayn-Wittgenstein | Eberardo di Sayn-Wittgenstein    |                                 |  |  |       |  |  |                            |  |  |                                 |  |
|                                       | Guglielmo I di Sayn-Wittgenstein | Margareta von Rodemachern        |                                 |  |  |       |  |  |                            |  |  |                                 |  |
| Ludovico I di Sayn-Wittgenstein       | Guglielmo I di Sayn-Wittgenstein |                                  |                                 |  |  |       |  |  |                            |  |  |                                 |  |
|                                       |                                  | Giovannetta di Isenburg          | Salentino VII di Isenburg       |  |  |       |  |  |                            |  |  |                                 |  |
|                                       |                                  | Giovannetta di Isenburg          | Salentino VII di Isenburg       |  |  |       |  |  |                            |  |  |                                 |  |
|                                       |                                  | Giovannetta di Isenburg          | Elisabeth Vogt von Hunolstein   |  |  |       |  |  |                            |  |  |                                 |  |
| Agnese di Sayn-Wittgenstein           |                                  | Giovannetta di Isenburg          |                                 |  |  |       |  |  |                            |  |  |                                 |  |
|                                       |                                  | Federico Magnus di Solms-Laubach | Otto I di Solms-Laubach         |  |  |       |  |  |                            |  |  |                                 |  |
|                                       |                                  | Federico Magnus di Solms-Laubach | Otto I di Solms-Laubach         |  |  |       |  |  |                            |  |  |                                 |  |
|                                       |                                  | Federico Magnus di Solms-Laubach | Anna di Meclemburgo-Schwerin    |  |  |       |  |  |                            |  |  |                                 |  |
| Elisabetta di Solms-Laubach           |                                  | Federico Magnus di Solms-Laubach |                                 |  |  |       |  |  |                            |  |  |                                 |  |
|                                       |                                  | Agnese di Wied                   | Giovanni III di Wied            |  |  |       |  |  |                            |  |  |                                 |  |
|                                       |                                  | Agnese di Wied                   | Giovanni III di Wied            |  |  |       |  |  |                            |  |  |                                 |  |
|                                       |                                  | Agnese di Wied                   | Elisabetta di Nassau-Dillenburg |  |  |       |  |  |                            |  |  |                                 |  |
|                                       |                                  | Agnese di Wied                   |                                 |  |  |       |  |  |                            |  |  |                                 |  |